# سمول سولجرز (لعبة فيديو)
سمول سولجرز (بالإنجليزية: Small Soldiers)‏ ، هي لعبة فيديو إلكترونية من نوع أكشن مغامرات، وهي من نشر شركتي إلكترونيك آرتس لنظام بلاي ستيشن وتي إتش كيو للجهاز اللعبة المحمولة جيم بوي، صدرت في السوق سنة 1998م وهي مستوحاة من فيلم سمول سولجرز.